# 20496 Jeník
20496 Jeník là một tiểu hành tinh vành đai chính với chu kỳ quỹ đạo là 1931.4180283 ngày (5.29 năm).
Nó được phát hiện ngày 22 tháng 8 năm 1999.